# Wilhelm Sellschopp
Wilhelm Sellschopp, vollständig Wilhelm Karl Georg Ludwig, (* 13. Oktober 1862 in Schwiggerow; † 7. Juni 1938 in Hamburg) war ein deutscher Philatelist und Gründer und Namensgeber des ältesten Hamburger Briefmarkenhauses.

## Leben

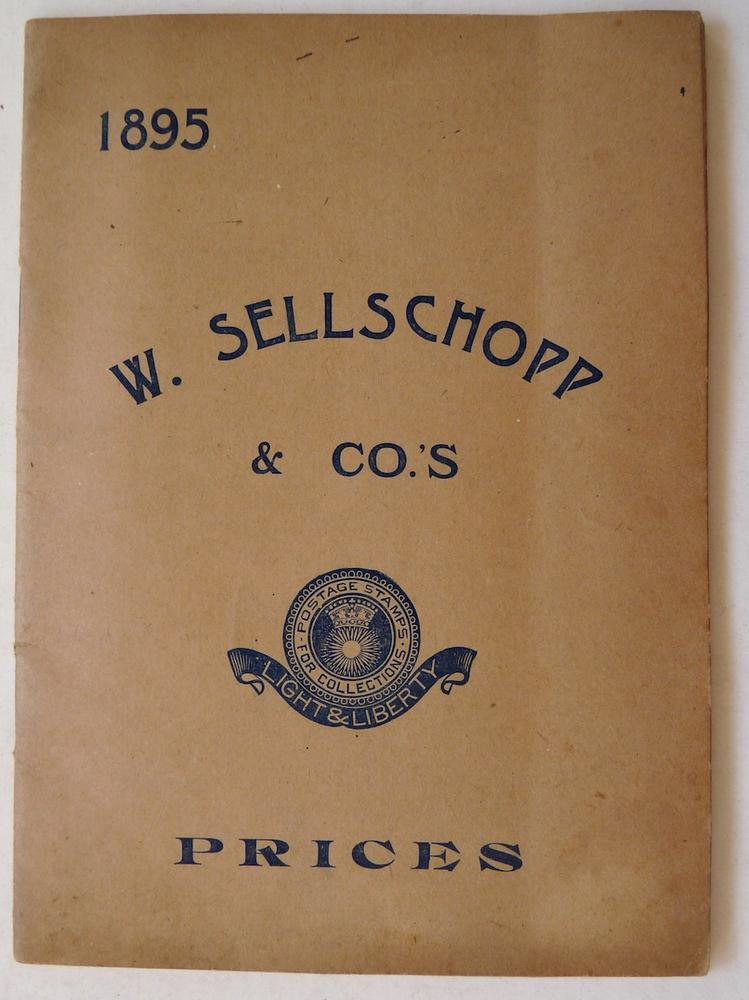
Sellschopps Katalog von 1895

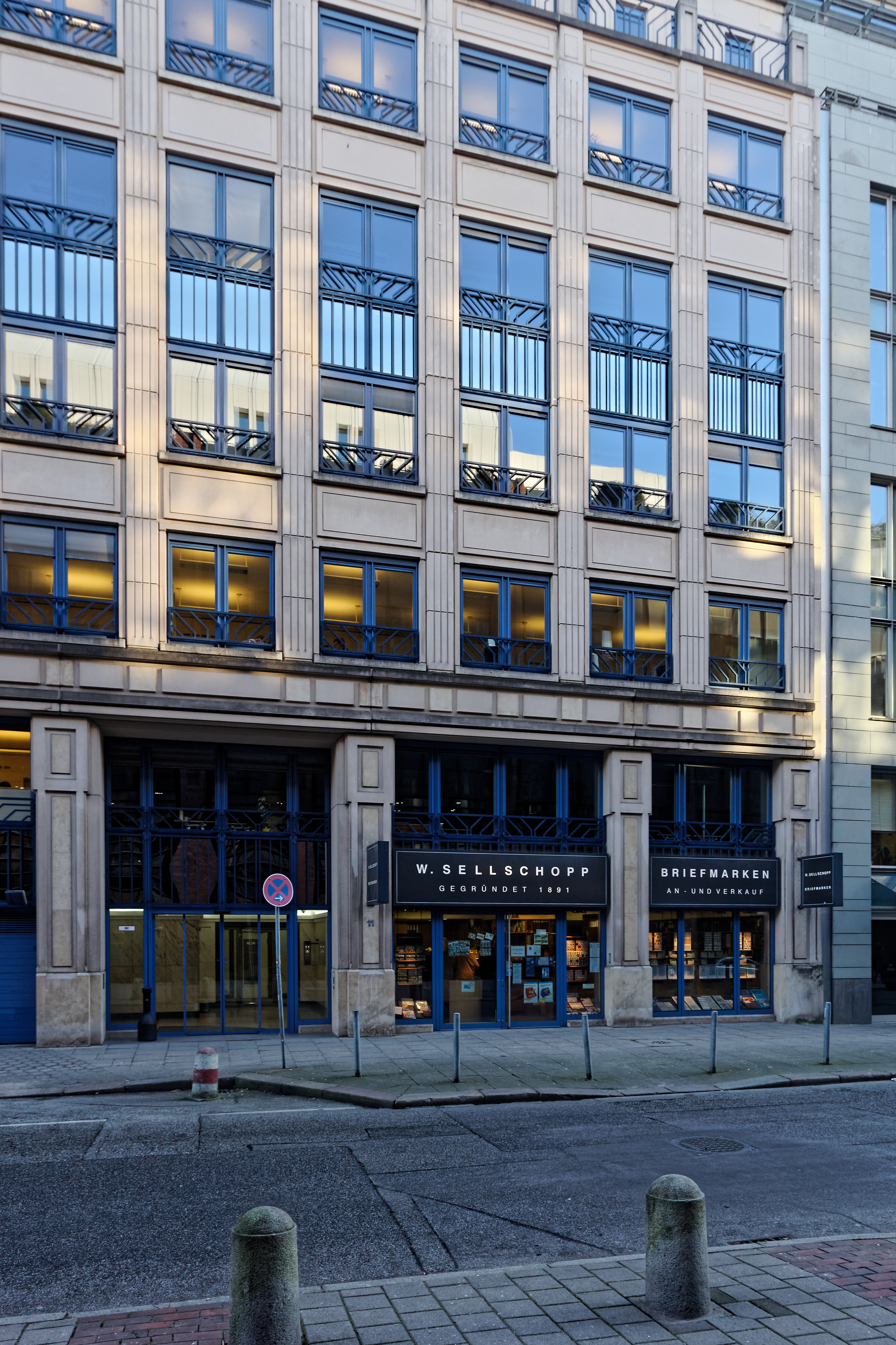
Geschäft in der Rosenstraße (2017)

Wilhelm Sellschopp war der erste Sohn und das älteste von acht Kindern des bürgerlichen Rittergutsbesitzers August Friedrich Wilhelm Sellschopp (1835–1913) und seiner Frau Emilie, geb. Strempel (1842–1916). Der Pädagoge Adolf Sellschopp (1862–1938) war sein jüngerer Bruder. Zwei seiner Schwestern heirateten Theologieprofessoren: Anna (1867–1948) heiratete Erich Schaeder und war die Mutter von Hildegard Schaeder, Martha (1878–1946) heiratete Wilhelm Lütgert. Gesine Palmer ist seine Urgroßnichte. 
Er wuchs in Groß Stove auf und besuchte die Schule in Waren (Müritz). In Lübeck machte er eine kaufmännische Lehre. 
1891 wanderte er in die USA aus und eröffnete in San Francisco eine Briefmarkenhandlung; er war der erste, der an der Westküste der USA Briefmarken-Auktionen einführte. Von 1892 bis 1901 gab er die Fachzeitschrift Filatelic Facts and Fallacies: a monthly magazine for stamp collectors and dealers heraus.
1899 gründete er in Hamburg eine Filiale und kehrte 1901 dorthin zurück. Nach der Zerstörung des Geschäfts in San Francisco durch das Erdbeben von San Francisco 1906, bei dem sein Lagerbestand unversehrt blieb, gab er dieses auf und konzentrierte sich auf das Geschäft in Hamburg. Das Hamburger Geschäft zog bald in größere Räume im Barkhof, Spitalerstraße 11.
Seit 1890 war er verheiratet mit Johanna Emma Luise Christine, geb. Linck (1866–1919), einer Tochter des Brauereibesitzers in Rostock Albert Linck (1827–1896). Das Paar hatte drei Töchter und einen Sohn. Nach Wilhelm Sellschopps Tod übernahm der Sohn Rudolf Sellschopp (1903–1992) das Geschäft, das bis heute besteht und sich heute in der Rosenstraße befindet.